# RS-446
Pour les articles homonymes, voir Route 446.
La RS 446 est une route locale du Nord-Est de l'État du Rio Grande do Sul reliant la municipalité de Garibaldi à celle de São Vendelino. Elle dessert Garibaldi, Carlos Barbosa et São Vandelino, et est longue de 20 km.